# 基斯·普莱斯
基斯·普莱斯 （生于1991年）是一个美式足球四分卫。在2011年赛季过半的时候，普莱斯在NCAA大学美式足球达阵排行榜上名列第二，在四分卫排名中名列第五。

## 早年
普莱斯成长在加利福尼亚州，在圣约翰波斯库高中读书。在高中联赛中，他总共完成200次传球，成功143次，得到2260码和24次达阵，同时也得到10个冲锋达阵。

## 华盛顿大学
2008年七月，普莱斯宣布与华盛顿大学签约。他也因此拿到华盛顿大学的全额奖学金。

### 2010赛季
在2010赛季，普莱斯成为了华盛顿大学的替补四分卫。他在八场比赛中出场，并作为主力球员出现在与全国第一的俄勒冈大学的比赛中。在那场比赛中，他传球28次，完成14次，推进127码，没有被抄截，并完成一次达阵。他也代替杰克·洛克，先发出战南加州大学，并丢出一个传球达阵。

### 2011赛季
2011年，大二的普莱斯成为华盛顿大学先发四分卫。在赛季的第二场比赛，他传球25次，完成18次，推进315码，完成4次达阵，帮助球队战胜夏威夷大学。后来的一周，他在对阵内布拉斯加大学的比赛中丢出271码。
在2011赛季过半时，普莱斯带领华盛顿大学打出5胜1负的战绩。他传球170次，完成118次，推进1466码。他的177.9的四分卫评分是NCAA联盟中第五高的，而他的21个传球达阵在全联盟排行第二，只比第一名少了一个。尽管打出如此漂亮的数据，普莱斯还是没有得到全国媒体的关注普莱斯自认被专家们忽视，并称自己像是“在雷达下面飞行”。